# 瓦利亞瓦 (戈羅季謝區)
49°18′36″N 31°19′09″E / 49.31000°N 31.31917°E
瓦利亞瓦（烏克蘭語：Валява）是位於烏克蘭中部的村莊，由切爾卡瑟州切爾卡瑟區的霍羅迪謝市鎮負責管轄。該村始建於十六世紀，面積9.46平方公里，海拔高度187米，2010年人口2,400，人口密度每平方公里253.8人。